# Tokio Jokio
Tokio Jokio é um curta de propaganda da série Looney Tunes lançado em 1943 e dirigido por Norman McCabe. A animação é controversa por conta do estereótipo racista que apresenta dos japoneses. É também notório por ser o último curta de Norman. O nome do curta é um trocadilho com Tóquio, a capital do Japão e "joke". Ainda é, possivelmente, um trocadilho com o nome de Hideki Tojo, graças às silabas iniciais To Jo. Apesar da animação pertencer à série Looney Tunes, nenhum dos personagens principais desta é mostrado no curta.
Dividido em segmentos, o curta é focado em ridicularizar os japoneses, descrevendo-os como incompetentes, o seu estilo de vida à época, interpretado como primitivo e cheio de racionamentos, e a tecnologia bélica dos japoneses, descrita como inferior e sem mecanização.
Devido a seu caráter racista e demonstração de ódio dos americanos aos japoneses, o curta foi proibido de ser distribuído pela Warner Bros. após o fim da Segunda Guerra Mundial, não sendo transmitido, portanto, em nenhum canal de televisão, aberto ou a cabo.

## Contexto
Após o Ataque a Pearl Harbor pelos japoneses, os Estados Unidos declaram guerra ao Japão. O Sentimento antijaponês se disseminou rapidamente pela sociedade americana, enquanto o governo lançou uma campanha de bônus de guerra e incentivou os estúdios de cinema a realizarem propaganda antijaponesa, visto que o cinema era a arma ideológica mais poderosa da época.
Apenas um dia após o ataque, o Exército dos Estados Unidos alocou 500 militares aos Walt Disney Studios para auxiliar na produção de propaganda de guerra. Em 1942, o estúdio produziu o curta Der Fuehrer's Face, estrelando o Pato Donald, enaltecendo o estilo de vida americano como superior ao daqueles que viviam no Eixo. Lançado no ano-novo de 1943, o curta foi vencedor do Oscar de melhor curta-metragem de animação daquele ano.
Um dos primeiros curtas direcionados especialmente aos japoneses foi You're a Sap, Mr. Jap, lançado pelos Famous Studios através da Paramount Pictures em 7 de agosto de 1942.
O primeiro trabalho de propaganda de guerra da Warner Bros. foi o curta musical Any Bonds Today?, estrelado por Pernalonga, Gaguinho e Hortelino. Lançado em abril de 1942, mostra os três cantando uma canção em ritmo patriótico, dançando e incentivando a audiência a comprar os bônus de guerra. Este curta foi banido posteriormente devido à cena onde Pernalonga realiza blackface. Ainda em 1942, o estúdio lançou o curta The Ducktators, que protagonizou três patos representando Adolf Hitler, Benito Mussolini e Hideki Tōjō.

## Enredo
O curta interpreta um cinejornal japonês que foi capturado por tropas americanas durante a Segunda Guerra Mundial. Cada segmento do filme mostra uma história supostamente engrandecendo o estilo de vida dos japoneses e o seu esforço de guerra. Na verdade, cada segmento contém estereótipos raciais para descrever os japoneses e seus aliados do Eixo como incompetentes, patéticos e com falhas autodestrutivas.
O curta inicia com com um narrador off-screen dizendo que um filme do Japão foi lançado para o público. O filme se inicia com um galo (paródia do mascote da Pathé) com o início de uma canção militar japonesa tocando no fundo. O "galo" tenta cantar, mas revela-se que ele é, na verdade, um abutre em uma fantasia. O abutre usa óculos e dentes salientes, esfregando suas asas e dizendo "Oh, cock-a-doodle, prease", estereótipos que mostram sua origem japonesa.

### Civilian Defense
No primeiro segmento, o locutor apresenta o sistema de alarmes de ataques aéreos do Japão. O "sistema" consiste em dois homens japoneses se revezando ao cutucar as nádegas um do outro com agulhas. Há ainda uma "estação de escuta", que consiste em um japonês tentando escutar a conversa dos demais enquanto ronda um poste cheio de buracos que remetem fechaduras. Há, também, o "observador de aeronaves", que pinta pontos em aviões. Por fim, existe o quartel de prevenção a incêndios, mas ele está em chamas.
O segmento ridiculariza a tecnologia japonesa, mostrando-a como ineficaz e pouco mecanizada.

### Incendiary Bombs
Uma aula sobre bombas, com texto afirmando que não se deve aproximar delas nos primeiros cinco segundos. Um japonês com um guarda-chuva entra na tela e lê o texto, então olha para o relógio (coberto de suásticas) e conta seis segundos antes de cozinhar uma salsicha sobre a bomba com seu guarda-chuva. A bomba explode e o homem é jogado em um buraco no chão. O homem, porém, sobrevive e sai do buraco, depois faz um comentário sobre ter perdido o rosto - literalmente perdido a cara, apesar dos óculos e do chapéu permanecerem no lugar.
Este trecho reforça o estereótipo de inocência que se difundia nos Estados Unidos sobre a população civil japonesa, segundo o qual, os civis japoneses seriam inocentes e estúpidos.

### Kitchen Hints
Hideki Tojo aparece vestido de mestre-cuca. Ele ensina a fazer um sanduíche usando cupons de comida. Ele, então, come o "sanduíche" e acerta sua própria cabeça com bastão, tendo um grande caroço na cabeça e mexendo os lábios.
O segmento ridiculariza o racionamento de alimentos no Japão, além de tratar Tojo com um lunático.

### Nippon-Nifties Style Show
Neste segmento, o narrador apresenta o "terno da vitória" dos japoneses: sem mangas, sem dobras e sem lapela. Isso mostra que na verdade não há um terno, e um japonês seminu vestido apenas com uma fralda aparece tremendo de frio tentando se aquecer com uma pequena vela.
O segmento mostra diz que o Japão não conseguirá vencer a guerra, além de ridicularizar a falta de recursos no país durante o conflito.

### Sports
Um japonês chamado Red Toga-San é mostrado dentro de um pequeno buraco em um fundo preto. Conforme ele faz o anúncio, o buraco fecha em seus lábios, derrubando uma dentadura com os dizeres "Made in Japan" (feito no Japão). O "Rei da Pancada" japonês (uma referência ao "Sultão da Pancada", Babe Ruth) é mostrado na próxima cena, com um traje de beisebol e um troféu que é idêntico à sua cabeça. Uma mosca então aparece na tela, e o "Rei da Pancada" tenta golpeá-la enquanto gira. A mosca pega o mata-moscas dele e o acerta, depois sai voando com o troféu.
O trecho mostra os japoneses como incompetentes e ridiculariza produtos de origem japonesa.

### Headline Poisonalities
Este segmento mostra algumas personalidades que viraram manchete naquela semana. Isoroku Yamamoto é visto atrás de uma mesa e se apresenta enquanto anda sobre pernas de pau para parecer mais alto. Ele afirma que “ditará os termos de paz na Casa Branca”. Uma nota do editor cobre a tela, informando ao público que a sala da próxima cena está reservada para Yamamoto. Após, há uma porta aberta e dentro da sala há uma cadeira elétrica, tocando a Marcha fúnebre de Chopin ao fundo.
Depois, o narrador explica como o General Homma demonstra "a frieza e a calma japonesas durante os ataques aéreos". Homma é mostrado correndo em uma floresta e esbarrando em árvores. Ele então entra em pânico e corre para dentro de um tronco oco. Homma coloca a cabeça para fora do tronco, ofegante. Um gambá também sai do tronco e fareja Homma com desgosto, então ele volta para o tronco e reaparece com uma máscara de gás.
O segmento mostra a repulsa e o preconceito dos americanos pelos japoneses durante o tempo da guerra.

### Flashes from the Axis
O trecho mostra notícias de fora do Japão. De Berlim, uma caricatura do Lord Haw-Haw (propagandista de guerra nazista no Reino Unido aparece como um burro chamado "Lord Hee Haw". Ele zurra alto antes de ler seus papéis, dizendo que "o Führer acaba de receber um cartão postal de um amigo em férias no exterior". Em seguida, vê-se uma mão segurando um cartão-postal. Ao virá-lo, do outro lado tem uma imagem de Rudolf Hess em um campo de concentração. A próxima cena mostra que a mão é de Adolf Hitler, que então torce o bigode em confusão (de maneira semelhante a Charlie Chaplin).
De Roma, as "célebres" ruínas romanas são mostradas enquanto é tocada a Largo al factotum (pela associação com a Itália). Cada uma das ruínas está numerada com sinais. Benito Mussolini está sentado no pilar rotulado como "Ruína # 1" enquanto brinca com um ioiô com uma expressão triste no rosto, que está machucado.
Esse trecho demonstra que a iminência da derrota da Itália fascista, ocorrida ainda em 1943, além de ironizar a prisão de Hess.

### Japanese Navy...all at sea
O último segmento foca nas conquistas do Japão. Um submarino é mostrado, e o narrador diz que foi lançado três semanas antes do previsto. No entanto, isto aparentemente foi feito antes da sua conclusão, uma vez que os trabalhadores ainda estão o construindo à medida que se move debaixo de água. Um pequeno japonês corre na tela e tenta parar o submarino, mas ele bate e ele para de correr e tira o chapéu enquanto uma música de funeral militar toca ao fundo. Ele então caminha na direção oposta. Depois, um grupo de marinheiros japoneses é visto usando o que o narrador chama de "maquinário complexo e técnico", mas na verdade são várias máquinas de fliperama. A música que toca brevemente ao fundo é o jazz Nagasaki.
O narrador então apresenta um "cavalheiro feliz" andando dentro de um torpedo humano. O narrador então pergunta se ele tem algo a dizer, e ele responde com "Não, nada, exceto...TIRE-ME DAQUI!", aparentemente preso dentro do torpedo.
Por fim, são mostradas interpretações literais de barcos e aviões. Um avião é atirado no ar com o que é considerado um "dispositivo de cataproata super-duper", mas na verdade é apenas um estilingue gigante, ou "catapulta". Outro avião possui trem de pouso "triciclo", composto por um triciclo com um pequeno japonês pedalando-o. O porta-aviões Skinomaru passa carregando a esmo os destroços dos aviões acidentados. Finalmente, um caça-minas da Marinha, que tem braços, flutua e está literalmente varrendo as minas com uma vassoura. O navio explode e, depois que a fumaça se dissipa, uma bóia emerge da água com a nota "Incidente lamentável, por favor".
O segmento ridiculariza a tecnologia bélica japonesa, mostrando-a como muito inferior à dos Estados Unidos.

## Status
Tokio Jokio é um dos 122 curtas animados da Warner Bros. que não tiveram seu direito autoral renovado até 1971 e portanto está em domínio público nos Estados Unidos.